# Tanjung Botung (Sosa)
Tanjung Botung is een bestuurslaag in het regentschap Padang Lawas van de provincie Noord-Sumatra, Indonesië. Tanjung Botung telt 130 inwoners (volkstelling 2010).